# Fonton
 (octobre 2023).
Si vous disposez d'ouvrages ou d'articles de référence ou si vous connaissez des sites web de qualité traitant du thème abordé ici, merci de compléter l'article en donnant les références utiles à sa vérifiabilité et en les liant à la section « Notes et références ».
Fonton est le nom d'une famille française qui a donné une dynastie de jeunes de langues, de drogmans et de consuls. Ses membres ont servi essentiellement la France et la Russie.
- Charles Fonton (1725-1793), drogman de France à Smyrne et orientaliste

## Source
- Marie de Testa & Antoine Gautier,"Drogmans et diplomates européens auprès de la Porte ottomane", éditions ISIS, Istanbul, 2003, p. 163-171.